# بلدة غارفيلد (مقاطعة باي)
غارفيلد، مقاطعة باي (بالإنجليزية: Garfield Township, Bay County, Michigan)‏ هي بلدة تقع بولاية ميشيغان في الولايات المتحدة. تبلغ مساحتها 92.44 (كم²)، وترتفع عن سطح البحر 196 م، بلغ عدد سكانها 1743 نسمة في عام تعداد الولايات المتحدة 2010 حسب إحصاء مكتب تعداد الولايات المتحدة وتصل الكثافة السكانية فيها 18.9 نسمة/كم2.

## وصلات خارجية
- The US50 - Cities and Towns in Michigan State
- Michigan Cities and Towns, Facts, Map, Flag, Colleges, Government, and More